# Baia di McDonald
McDonald Bay o baia di McDonald è una baia aperta nel Mare di Davis, larga 10 miglia nautiche (19 km) al suo ingresso tra l'isola di Adams e le isole Haswell, situata immediatamente a ovest di Mabus Point, sulla costa dell'Antartide.

## Storia
Fu tracciata dalla spedizione antartica australasiatica guidata da Douglas Mawson, e prese il nome dal comitato consultivo sui nomi antartici in onore del comandante Edwin A. McDonald, della marina americana, comandante della USS Burton Island, nave ammiraglia delle due navi rompighiaccio che supportarono i partiti dell'operazione Windmill della Marina degli Stati Uniti che stabilirono stazioni astronomiche lungo le coste di Guglielmo II, Regina Maria, Knox e Budd durante la stagione estiva.